# مارسيو سامبايو
مارسيو سامبايو هو مدرب كرة قدم برتغالي، ولد في 1 مارس 1979 في آلميريم في البرتغال.